# Maya Vladimirovna Kristalinskaya
Maya Vladimirovna Kristalinskaya (tiếng Nga: Ма́йя Влади́мировна Кристали́нская; 24 tháng 2 năm 1932, Moskva - 19 tháng 6 năm 1985, Moskva) là một ca sĩ của Liên Xô và Nga.
Năm 1957, bà biểu diễn tại Liên hoan Thanh niên và sinh viên thế giới lần thứ 6 tại Moskva cùng với một ca đoàn nghiệp dư dưới sự dẫn dắt của Yury Saulsky và giành giải quán quân. Sau đó, bà bắt đầu biểu diễn độc lập, bắt đầu nổi tiếng từ đầu thập niên 1960 khi thu âm bài hát "Đôi bờ" lấy từ phim Khát năm 1959. Đĩa nhựa này đã bán được 7 triệu bản. Kristalinskaya là người đầu tiên hát bài "Dịu dàng" ("Нежность", 1966), vốn được coi là ca khúc mẫu mực thể hiện tài năng của bà. Bà được phong tặng danh hiệu Nghệ sĩ ưu tú CHXHCN Xô Viết Liên bang Nga vào năm 1974. Năm 2002, Kristalinskaya được vinh danh bằng một ngôi sao đặt tại Quảng trường Ngôi sao ở thành phố Moskva.